# Landwehrkreuz (Mehring)

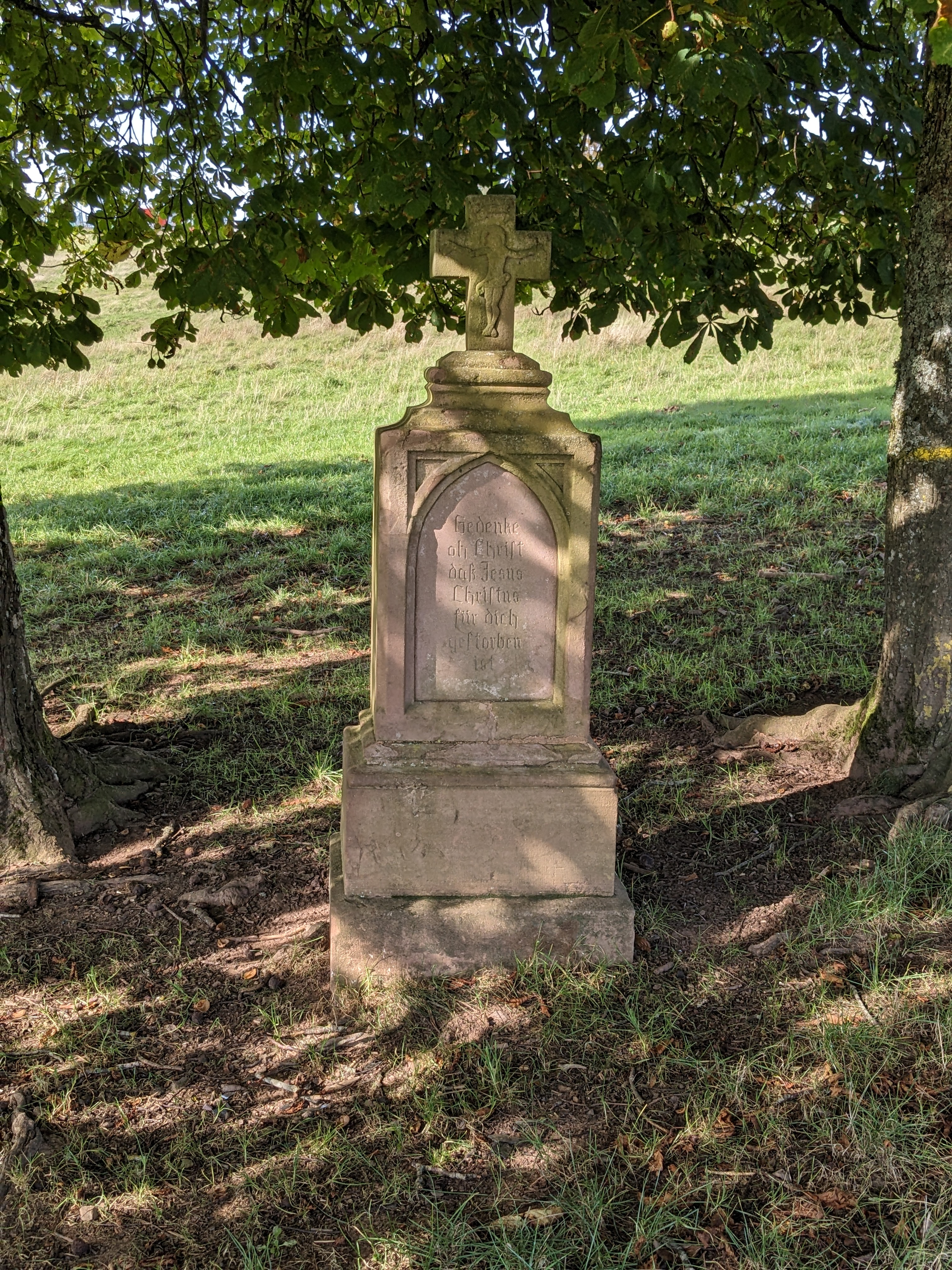
Landwehrkreuz

Das Landwehrkreuz an der Gemarkungsgrenze von Mehring (Mosel) und Longen im Landkreis Trier-Saarburg in Rheinland-Pfalz ist ein Sandstein-Pfeilerkreuz aus dem späten 19. Jahrhundert und ein eingetragenes Kulturdenkmal.
Es steht nordwestlich von Mehring im Sattel zwischen Mehringer Berg und Hummelsberg.
In der Nähe des Landwehrkreuzes entspringt der Landwehrgraben (Mosel).